# Михайловка (Терновский район)
Михайловка — деревня в Терновском районе Воронежской области России. Входит в состав Народненского сельского поселения.

## История
До 2014 года деревня входила в состав ныне упразднённого Поповского сельского поселения.

## География
Деревня находится в северо-восточной части Воронежской области, в лесостепной зоне, в пределах Окско-Донской равнины, на правом берегу реки Карачан, на расстоянии примерно 12 километров (по прямой) к юго-востоку от села Терновка, административного центра района. Абсолютная высота — 109 метров над уровнем моря.
Часовой пояс
Деревня Михайловка, как и вся Воронежская область, находится в часовой зоне МСК (московское время). Смещение применяемого времени относительно UTC составляет +3:00.

## Население
| 2010 |
| ---- |
| 12   |

Гендерный состав
По данным Всероссийской переписи населения 2010 года в гендерной структуре населения мужчины составляли 58,3 %, женщины — соответственно 41,7 %.
Национальный состав
Согласно результатам переписи 2002 года, в национальной структуре населения русские составляли 100 %.